# Arctia transmontana
Arctia transmontana är en fjärilsart som beskrevs av Berthold Neumoegen och Dyar 1893. Arctia transmontana ingår i släktet Arctia och familjen björnspinnare. Inga underarter finns listade i Catalogue of Life.